# Charles Correa
Charles Mark Correa (Hyderabad, 1 de septiembre de 1930-Bombay, 16 de junio de 2015) fue un arquitecto indio, urbanista, activista, teórico y una figura fundamental en el panorama mundial de la arquitectura contemporánea.
Estudió arquitectura en la Universidad de Míchigan y en el Massachusetts Institute of Technology después de lo cual estableció un estudio privado en Bombay en 1958. Su obra en la India muestra un cuidadoso desarrollo, entendiendo y adaptando el modernismo a una cultura no occidental. En sus primeras obras utiliza un estilo autóctono local dentro de un entorno moderno. El planeamiento del uso de la tierra y proyectos munitarios continuamente intentan ir más allá de las soluciones típicas a problemas del tercer mundo.
En toda su obra -desde el planeamiento de Navi Mumbai al cuidadosamente detallado memorial de Mahatma Gandhi en el Sabarmati Ashram en Ahmedabad- ha puesto un especial énfasis en conservar los recursos, la energía y el clima como los principales factores a la hora de ordenar el espacio.
Sobre las últimas cuatro décadas, Correa ha realizado tareas pioneras en temas urbanos y refugios de bajo coste en el tercer mundo. Desde 1970-75, fue Arquitecto Jefe para el Nuevo Bombay un centro de crecimiento urbano de dos millones de personas, al otro lado de la bahía de la ciudad preexistente. En 1985, el primer ministro Rajiv Gandhi le nombró Presidente de la Comisión Nacional de Urbanización.
Charles Correa falleció en su residencia en Mumbai después de una breve enfermedad en la edad de 84 el 16 de junio de 2015.

## Premios
Obtuvo la Medalla de Oro del RIBA del año 1984. Su aclamado diseño para el McGovern Institute for Brain Research en el MIT le fue dedicado recientemente. fue un receptor de premios civiles de India, Padma Vibhushan (2006) y Padma Shri (1972). Obtuvo el Praemium Imperiale en 1994.